# III. Artabanosz pártus király
III. Artabanosz (pártus nyelven: 𐭍𐭐𐭕𐭓 Ardawān; a régebbi irodalomban néha helytelenül IV. Artabanosz) a Pártus Birodalom trónkövetelője volt, aki i. sz. 79-80-tól 81-ig fellázadt fivére, II. Pakórosz király ellen.
Elsősorban Babilóniában sikerült támogatásra lelnie, a birodalom többi része hű maradt Pakóroszhoz. Artabanosz legismertebb tette az, hogy menedéket adott a magát a menekült Nero császárnak kiadó Terentius Maximusnak. Artabanosz eleinte katonai segítséget is ígért neki állítólagos trónja visszaszerzéséhez, de aztán rájött, hogy szélhámossal van dolga és kivégeztette. III. Artabanosz pénzei 81 után eltűnnek, feltehetően alulmaradt a trónért vívott harcban.

## Fordítás
- Ez a szócikk részben vagy egészben  az   Artabanus III of Parthia című angol Wikipédia-szócikk ezen változatának fordításán alapul.  Az eredeti cikk szerkesztőit annak laptörténete sorolja fel. Ez a jelzés csupán a megfogalmazás eredetét és a szerzői jogokat jelzi, nem szolgál a cikkben szereplő információk forrásmegjelöléseként.

| Előző uralkodó: II. Pakórosz | Pártus király 79/80-81 | Következő uralkodó: II. Pakórosz |